# Lambis
Lambis (nomeadas, em inglês, spider conchs -pl.). é um gênero de moluscos gastrópodes, marinhos e herbívoros, pertencente à família Strombidae, na subclasse Caenogastropoda e ordem Littorinimorpha; classificado por Peter Friedrich Röding, em 1798, na sua obra Museum Boltenianum, sive, Catalogus cimeliorum e tribus regnis naturæ quæ olim collegerat Joa. Fried Bolten, M.D.p.d.; com sua espécie-tipo, Lambis lambis, nomeada Strombus lambis em 1758, por Carolus Linnaeus, em sua obra Systema Naturae. Suas espécies pertencem a habitats rasos, de recifes coralinos da zona entremarés e zona nerítica, no Indo-Pacífico; da África Oriental até o Sudeste Asiático, Japão, norte da Austrália (incluindo a Grande Barreira de Coral), Micronésia, Melanésia e Polinésia. Suas conchas são coletadas para o comércio de souvenirs, colecionismo, e ocasionalmente para subsistência alimentar. Diferem do gênero Harpago Mörch, 1852 por este apresentar 5 projeções curvas e espiniformes, além do longo canal sifonal anterior, enquanto Lambis possui de 6 a 9 projeções, neste último caso na espécie Lambis millepeda (Linnaeus, 1758) e em alguns espécimes de Lambis arachnoides Shikama, 1971.

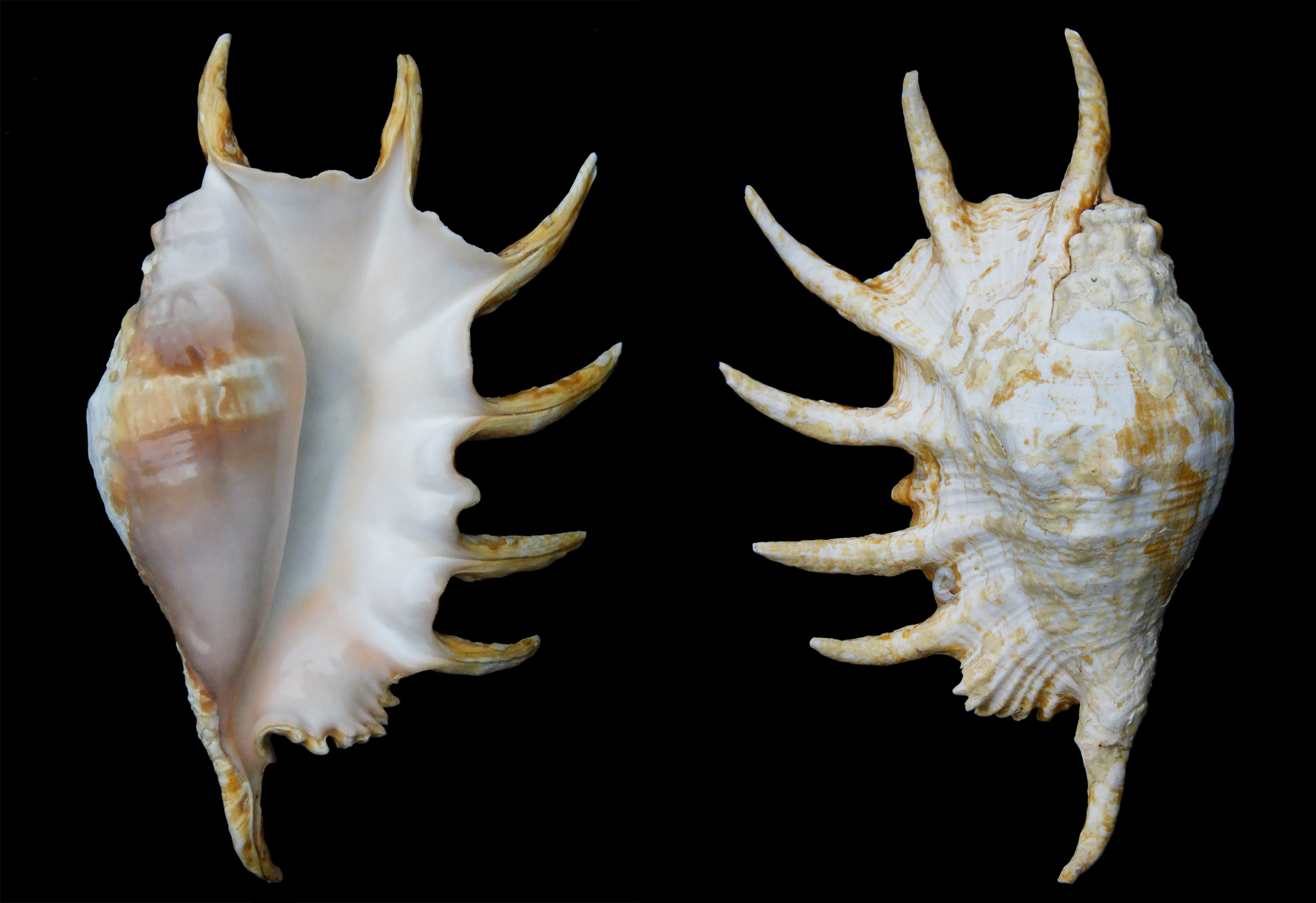
Duas vistas de Lambis truncata ([Lightfoot], 1786),[7] a maior espécie do gênero Lambis,[9] podendo ultrapassar os 40 centímetros de concha; com seu animal utilizado como alimento na costa do mar de Andamão, Sudeste Asiático.

## Dimorfismo sexual
Pode haver dimorfismo sexual no gênero Lambis. No caso da espécie Lambis lambis (Linnaeus, 1758), os machos são de 30% a 45% menores que as fêmeas e são ainda caracterizados por dois pequenos calombos na parte mais larga de sua última volta (em vez de uma soldagem desses dois em um calombo mais longo e mais alto, na fêmea - veja fotos abaixo) e também por ter espinhos proporcionalmente menores, que não se curvam para cima, no plano do lábio externo, e são mais voltados em direção ao ápice de sua espiral.

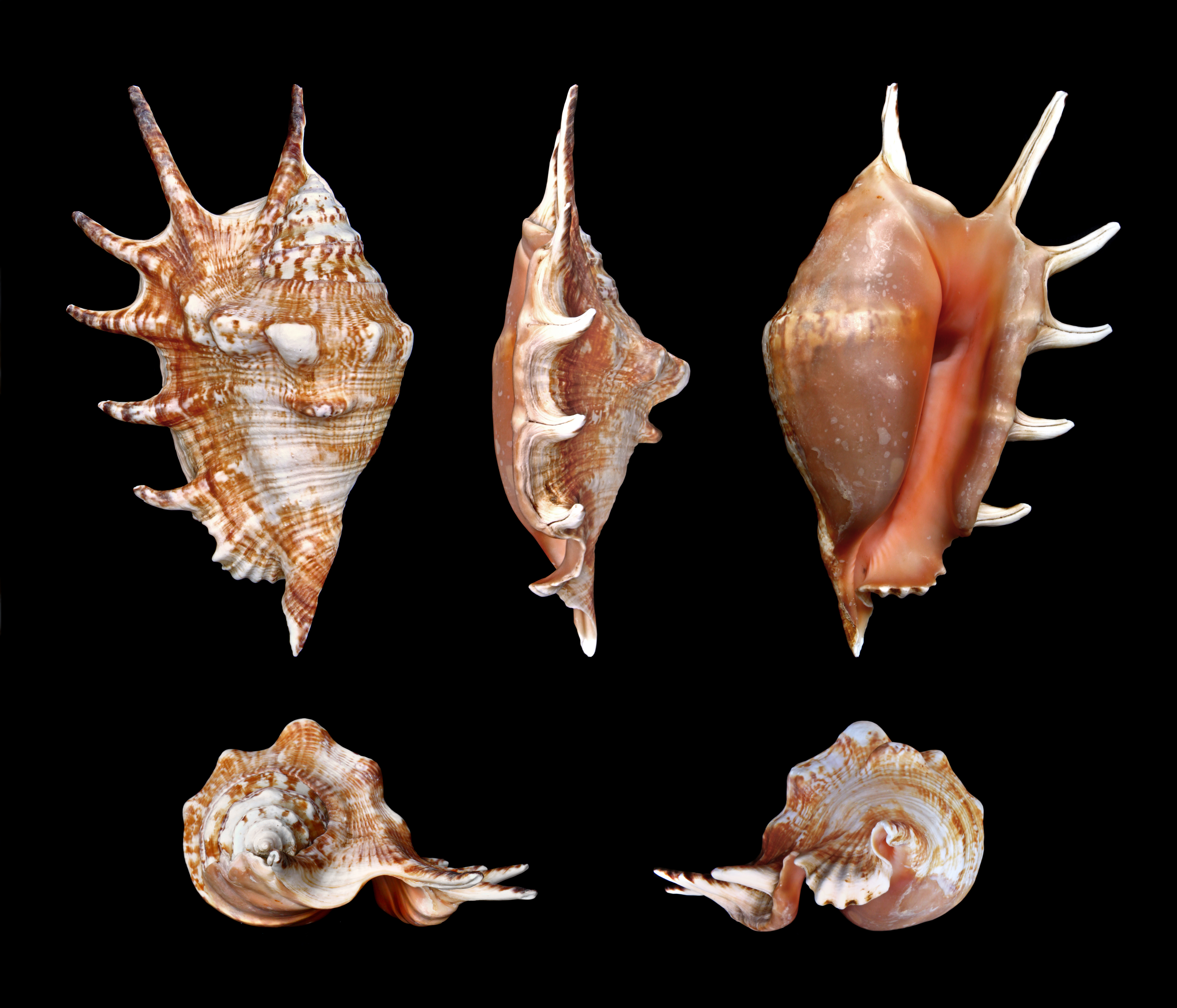
Cinco vistas da concha do macho de Lambis lambis (Linnaeus, 1758).
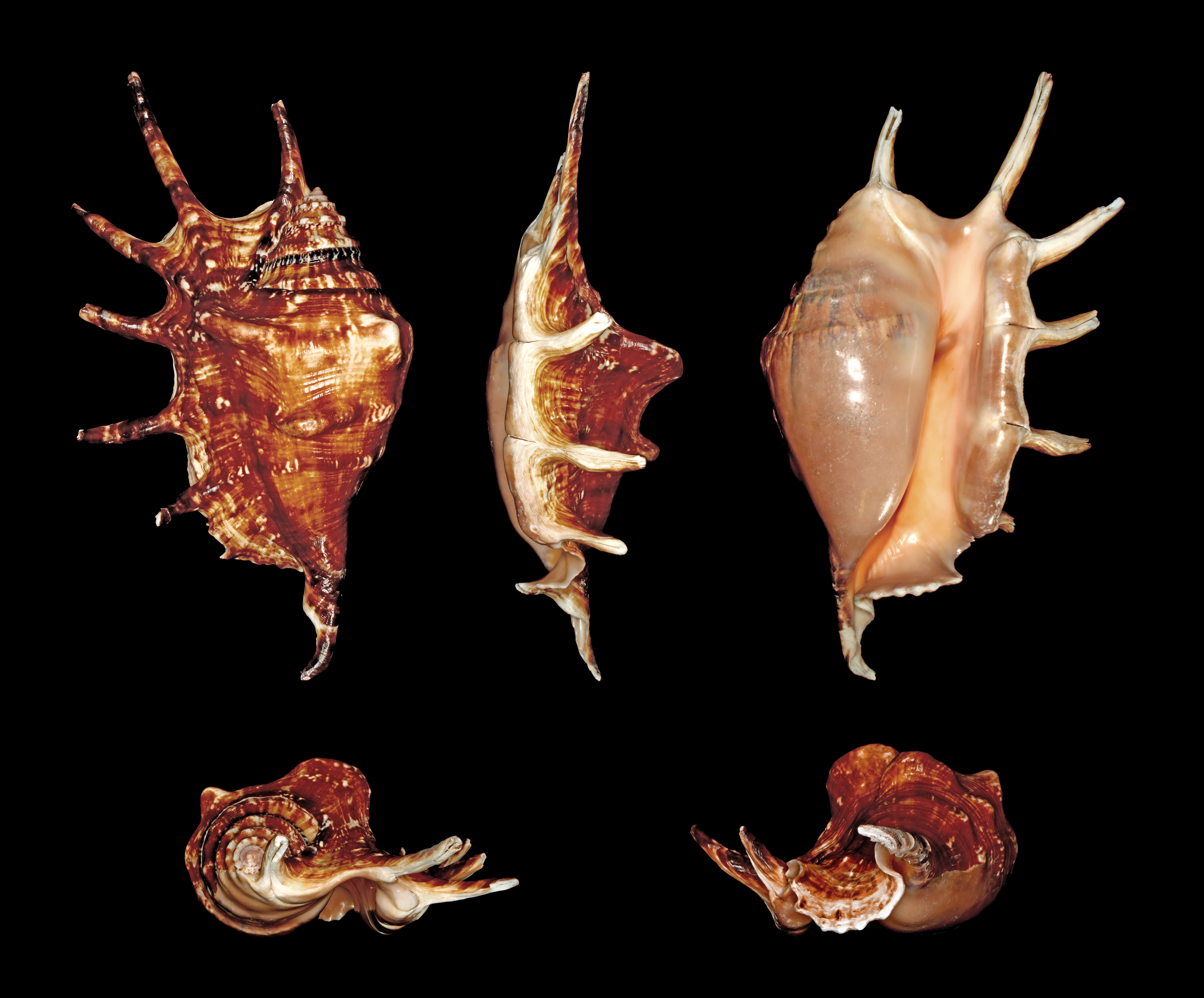
Cinco vistas da concha da fêmea de Lambis lambis (Linnaeus, 1758).

## Espécies deLambise sinonímia
De acordo com o World Register of Marine Species.

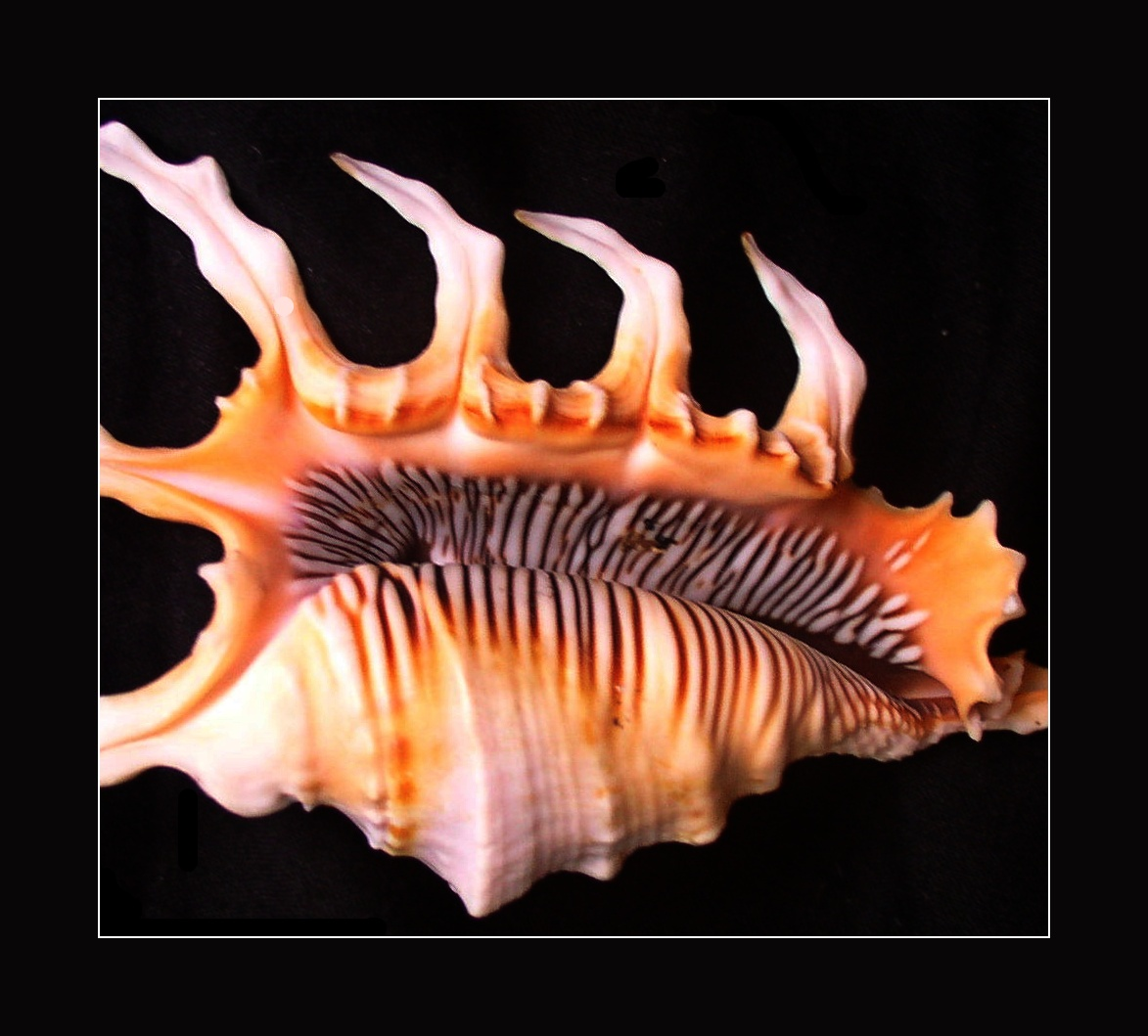
Vista inferior da concha de Lambis scorpius (Linnaeus, 1758),[7] mostrando sua abertura.

- Lambis arachnoides Shikama, 1971

= Lambis wheelwhrighti Greene, 1978
- Lambis crocata (Link, 1807)

= ''Lambis aurantia (Lamarck, 1822)
- Lambis lambis (Linnaeus, 1758)

= Lambis cerea Röding, 1798
= Lambis hermaphrodita Röding, 1798
= Lambis laciniata Röding, 1798
= Lambis lamboides Röding, 1798
= Lambis lobata Röding, 1798
= Lambis maculata Röding, 1798
= Lambis adamii Bozzetti & T. Cossignani, 2003
- Lambis lilikae Villar, 2016
- Lambis millepeda (Linnaeus, 1758)
- Lambis pilsbryi Abbott, 1961; outrora considerada uma subespécieː Lambis crocata pilsbryi Abbott, 1961[4]
- Lambis robusta (Swainson, 1821)
- Lambis scorpius (Linnaeus, 1758)

= Lambis cristinae Bozzetti, 1999; híbrido entre L. scorpius X L. lambisː Lambis scorpius indomaris Abbott, 1961
= Lambis indomaris Abbott, 1961; subespécie de L. scorpiusː Lambis scorpius indomaris Abbott, 1961
- Lambis truncata ([Lightfoot], 1786)

= Lambis bryonia Gmelin, 1791
= Lambis sebae (Kiener, 1843); subespécieː Lambis truncata sebae'' (Kiener, 1843)
= Lambis sowerbyi (Mörch, 1872); subespécieː Lambis truncata sowerbyi'' (Mörch, 1872)

## Espécies deLambis, transferidas para outros gêneros entre os séculos XX e XXI
- Lambis arthritica Röding, 1798; transferida paraː Harpago arthriticus (Röding, 1798)[7]
- Lambis chiragra (Linnaeus, 1758);[4] transferida paraː Harpago chiragra (Linnaeus, 1758)[7]

= Lambis chiragra arthritica Röding, 1798; subespécie transferida para espécieː Harpago arthriticus (Röding, 1798)
= Lambis harpago Röding, 1798
= Lambis rugosa (G. B. Sowerby II, 1842); subespécieː Harpago chiragra rugosus (G. B. Sowerby II, 1842)
= Lambis undulata Röding, 1798
- Lambis digitata (Perry, 1811);[4] transferida paraː Ophioglossolambis digitata (Perry, 1811)[7]
- Lambis violacea (Swainson, 1821);[4] transferida paraː Ophioglossolambis violacea (Swainson, 1821)[7]

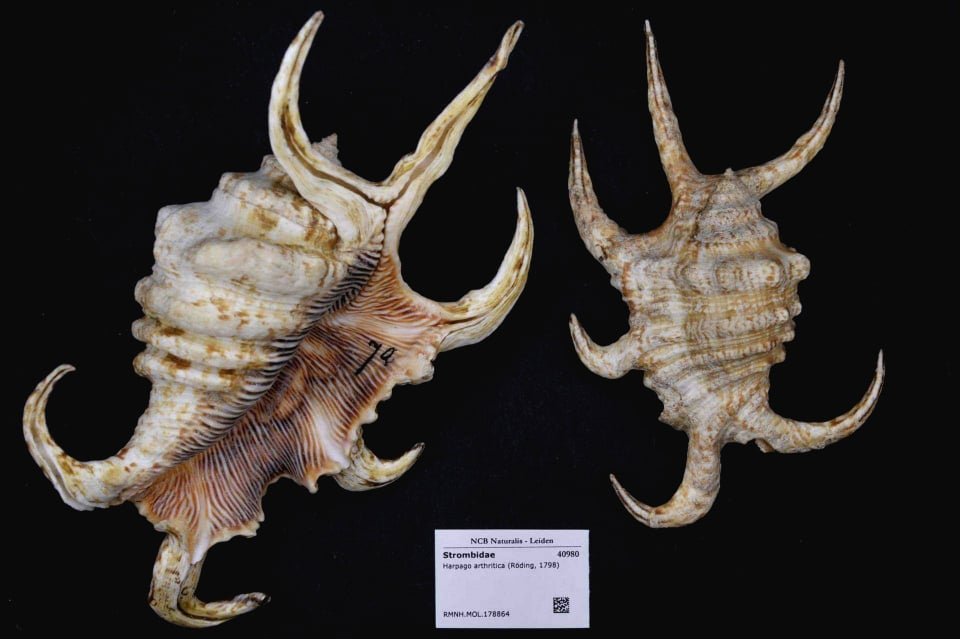
Duas Conchas de Harpago arthriticus (Röding, 1798),[7] uma espécie distribuída no oceano Índico;[6] agora no gênero Harpago Mörch, 1852, um ex subgênero de Lambis.